# Katedra w Västerås
Katedra w Västerås (szw. Västerås domkyrka) – kościół położony w Västerås, region Västmanland. Kościół parafialny w parafii katedralnej Västerås i diecezjalny w diecezji Västerås szwedzkiego kościoła ewangelicko-luterańskiego.
Katedra w Västerås otrzymała w średniowieczu wezwanie Najświętszej Maryi Panny i św. Jana Chrzciciela i dlatego bywa czasem nazywana katedrą Mariacką (Domkyrkan Vårfru).
W czasie średniowiecza katedra przypuszczalnie nosiła miano Najświętszej Marii Panny i św. Jana (szw. Sankta Maria och Sankt Johannes domkyrka). Herbem diecezji Västerås jest Baranek Boży, który zwykle symbolizuje św. Jana Chrzciciela. W herbie miasta Västerås widnieją natomiast dwa symbole Maryi: róża i monogram maryjny.
Katedra ma status zabytku sakralnego według rozdz. 4 Kulturminneslagen (pol. Prawo o pamiątkach kultury) ponieważ została wzniesiona do końca 1939 (3 §).

## Historia

Monogram maryjny w herbie miasta Västerås

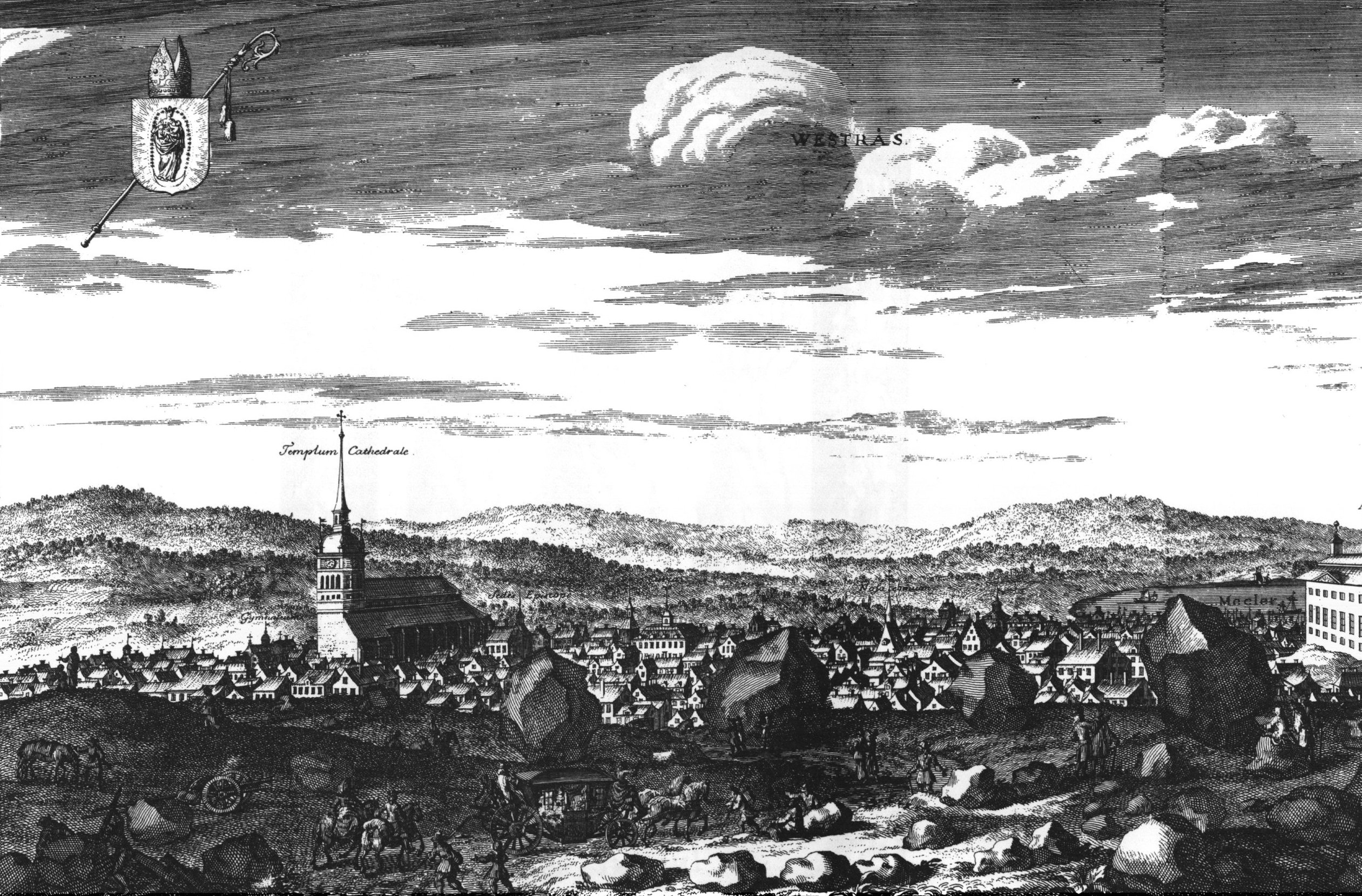
Katedra (po lewej) na rycinie Erika Dahlbergha, Suecia Antiqua et Hodierna, wykonanej prawdopodobnie w latach 1690-1710. Katedra miała od czasów renesansu kopułę z latarnią zwieńczoną szpiczastym hełmem i otoczoną czterema narożnymi wieżyczkami. Po pożarze odbudowana przez Nicodemusa Tessina Młodszego w dzisiejszej formie.

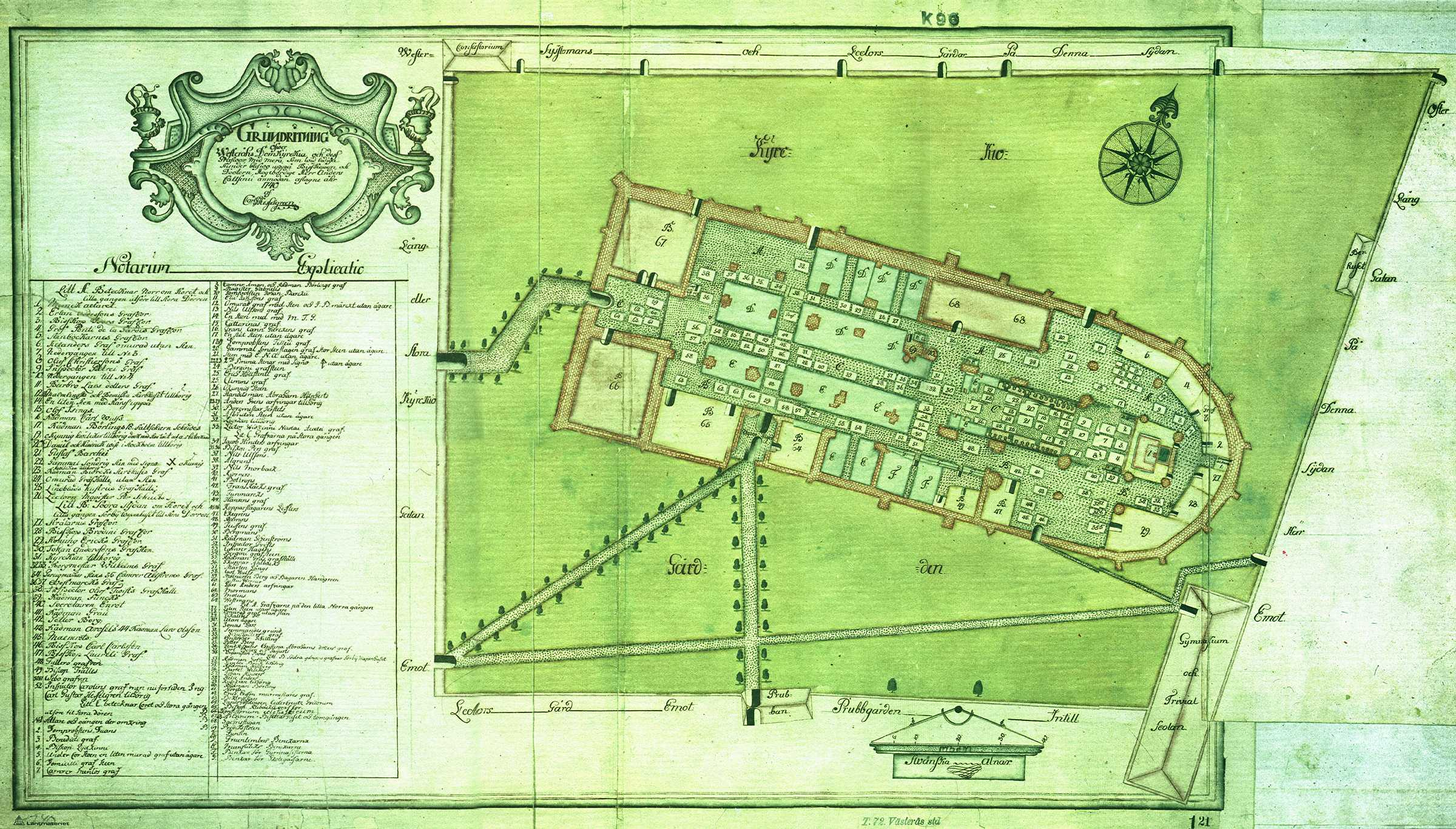
Plan katedry z 1740

Katedra została zbudowana prawdopodobnie w poł. XII w. lub nieco wcześniej. Był to niewielki kościół kamienny. W ciągu XIII w. dzięki sprowadzonym zakonom żebrzącym wprowadzona została w Szwecji technika murowania z cegieł. Na murach kościoła kamiennego wzniesiono nowy kościół z cegieł. Kościół ten został konsekrowany 16 sierpnia 1271 pod wezwaniem Najświętszej Marii Panny i św. Jana Chrzciciela. Pozbawiona wieży fasada zachodnia została w tym samym czasie udekorowana łukowatym fryzem. Na filarach widać, iż sklepienie w ówczesnej świątyni było niskie. Nad miejscem, gdzie niegdyś było lektorium wisi nadal krucyfiks triumfalny.
W XIV w. przedłużono prezbiterium kościoła i utworzono obejście.
W XIV i XV w. cały kościół obudowano wieńcem kaplic. Włączono je później w obręb kościoła, tworząc z niego w ten sposób kościół pięcionawowy, rozbudowany w XV w. do dzisiejszych rozmiarów; od zachodu dobudowano wysoką wieżę oraz dwie mniejsze nowe kaplice po stronie północnej i południowej.
W 1517 dobudowano do południowo-zachodniego narożnika kościoła kolejną kaplicę. W takim stanie kościół zachował się do dziś.
Ówczesna wieża miała renesansową kopułę. Uległa ona zniszczeniu w wyniku pożaru. W 1693 została odbudowana w barokowej formie według projektu Nicodemusa Tessina młodszego. W takiej formie zachowała się do czasów współczesnych. Mierzy 92 m. Szczyt wieży zwieńczony jest koroną, która oznacza, że w katedrze znajduje się grób królewski.
W XVI, XVII i XVIII w. kościół otrzymał bogate wyposażenie, które zmieniło jego wnętrze (m.in. ambonę, liczne grobowce czy herby naścienne).
W poł. XIX w. świątynia była restaurowana w duchu neogotyckim; usunięto z niej wówczas wiele dekoracji renesansowych i barokowych.
W latach 1896–1898 pomalowano na nowo cały kościół zgodnie z duchem neogotyku używając do tego celu specjalnych szablonów malarskich; malowidła te zachowały się do naszych czasów jedynie nad chórem muzycznym.
Podczas ostatniej restauracji w latach 1958-1961 usiłowano wydobyć ślady wszystkich epok w 700-letniej historii kościoła.
W 1623 miejscowy biskup Johannes Rudbeckius założył pierwsze w Szwecji gimnazjum, dzisiejsze Rudbeckianska Gymnasiet, znajdujące się nieopodal katedry.

## Wyposażenie

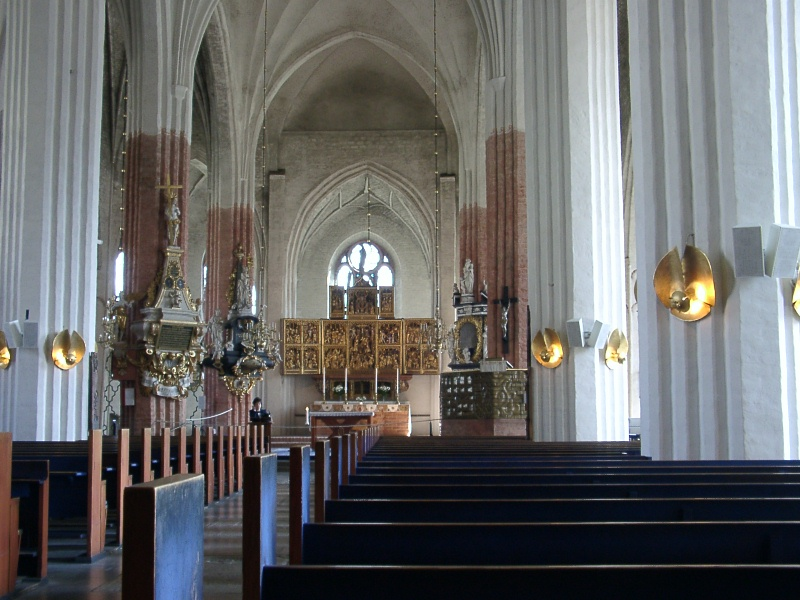
Nawa główna

### Ołtarze
- Dwa ołtarze szafiaste, wykonane w Lubece w XV w. znajdujące się w zakrystii i w tzw. sali rozmów.
- Ołtarz szafiasty w kaplicy Apostołów w nawie północnej,pochodzący prawdopodobnie z pocz. XVI w. z warsztatu Jana Bormana z Brukseli.
- Ołtarz Mariacki w baptysterium (kaplicy Mariackiej) w nawie południowej, wykonany w Antwerpii w 1510; malowidła znajdujące się na nim przypominają obrazy Dirka Boutsa z Leuven.
- Nastawa ołtarzowa z ołtarza głównego z 1516, dar regenta Stena Sture Młodszego i jego małżonki Kristiny Gyllenstierna. Dzieło powstało w Antwerpii i jest przypisywane Janowi Gillisz Wrage i Janowi Genootsowi, oraz malarzowi Janowi van Dornicke.

- Współczesna kopia (1955) chrzcielnicy z brązu odlanej w Lubece w 1391 ufundowanej przez biskupa Västerås Bene Korpa. Oryginał znajduje się w Burgu (obecnie dzielnica miasta Fehmarn w Niemczech). Oryginał ten fundowany był pierwotnie dla katedry w Västerås[6][7].

### Grobowce
W katedrze został pochowany najstarszy syn króla Gustawa I Wazy Eryk XIV, który w 1577 został otruty przez swego brata, króla Jana III Wazę. Jego marmurowy sarkofag, wybudowany z inicjatywy króla Gustawa III w 1797, znajduje się w obejściu prezbiterium.
W katedrze pochowani są także: biskupi Peder Swart i Johannes Rudbeckius, regent Szwecji Svante Nilsson Sture i arcybiskup Samuel Troilius.

### Epitafia
- Renesansowe epitafium z 1625 na cześć miejscowego kupca Simona Depkena starszego (Simon Depken den äldre)[10].
- Wczesnobarokowe epitafium aptekarza Georga Hoffmana z 1676[11].
- Epitafium przemysłowca Larsa Pederssona z Fagersty[12].
- Barokowe epitafium proboszcza katedralnego Nicolausa Dwana z 1709[13].
- Epitafium biskupa Carla Carlssona z 1708[14].